# DSL-Modem

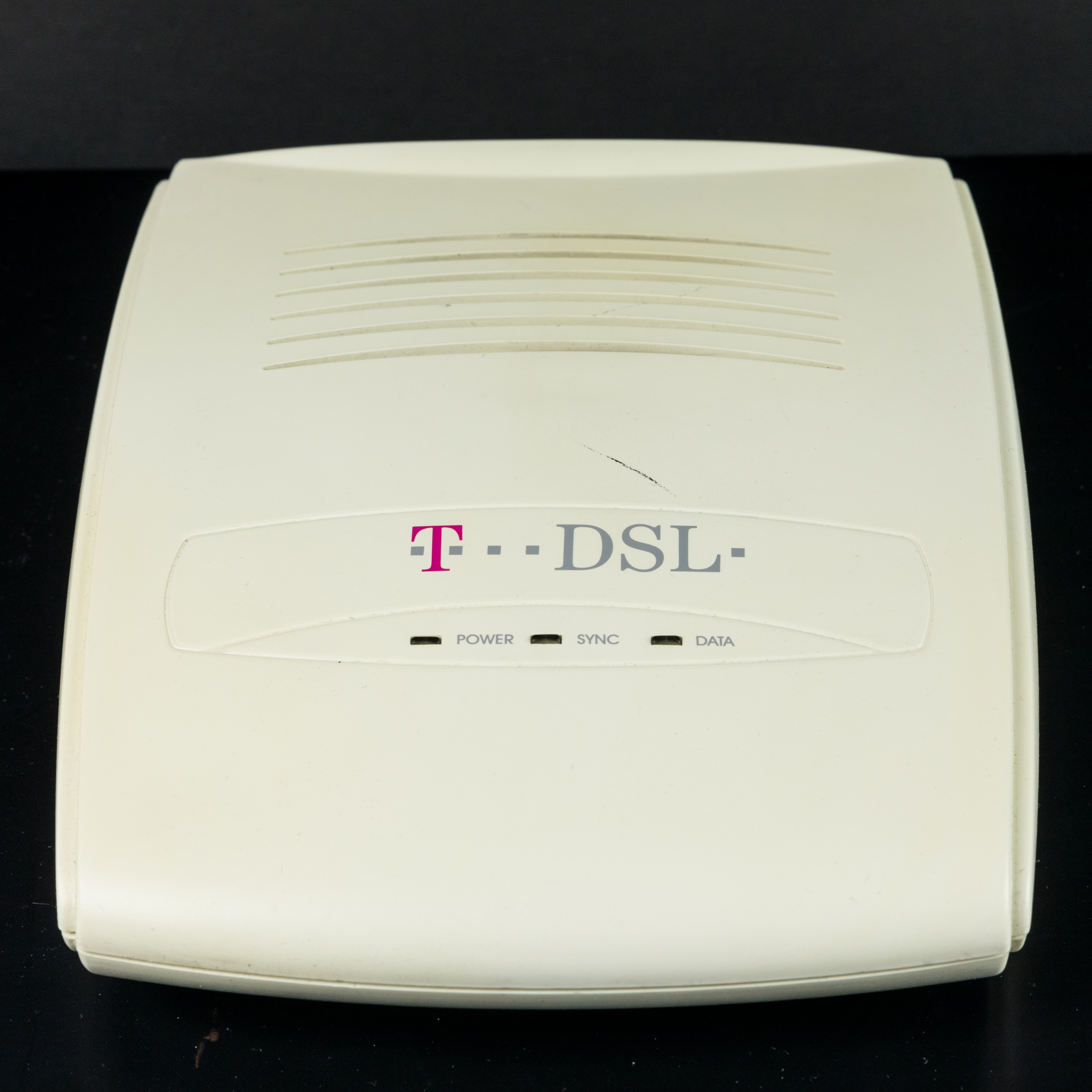
ADSL-Modem (NTBBA) von 1999, Hersteller Orckit

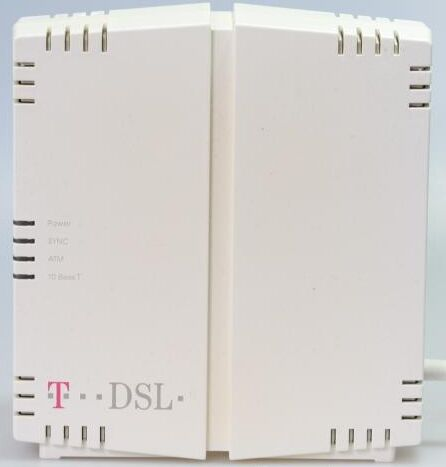
ADSL-Modem (NTBBA) der zweiten Generation, Hersteller Siemens

Ein DSL-Modem oder Netzwerkterminationspunkt Breitbandanschluss (englisch Network Termination Broad Band Access), kurz NTBBA, ist ein Gerät zur Übertragung von Daten über eine Teilnehmeranschlussleitung per Digital Subscriber Line (DSL). Es bildet den Netzabschluss (NT) für den DSL-Teil beim Teilnehmer und stellt das Gegenstück zum amtsseitigen Digital Subscriber Line Access Multiplexer (DSLAM) dar.

## Anschluss an das öffentliche Telekommunikationsnetz
Über die normale Teilnehmeranschlussleitung empfing der Teilnehmer zu Beginn ein gemischtes Signal aus Telefonie und DSL, das mit Hilfe eines DSL-Splitters (Breitbandanschlusseinheit, BBAE) in einen reinen Telefonie- und einen reinen DSL-Frequenzbereich aufgeteilt und auf zwei getrennten Leitungen ausgegeben wird.

An der Leitung für DSL wird das DSL-Modem angeschlossen. Zur Verbindung von Splitter und Modem reicht ein zweiadriges Kabel, entweder zwei Adern eines normalen Telefoninstallationskabels oder ein RJ-45-Kabel, bei dem die mittleren Pins 4 und 5 belegt sind.
Im Fall von SDSL sowie entbündeltem DSL/IP-Anschluss, entfällt der Splitter und das Modem wird direkt mit der Anschlussleitung verbunden, außerhalb Deutschlands auch bei dort üblichen Annex-A-ADSL-Modems mit integrierter Gleichstromsperre.

## Modulationsverfahren
Die ADSL-Standards nutzen zur Kommunikation über die als Kupferdoppelader ausgeführte Anschlussleitung zwischen dem DSLAM in der Teilnehmervermittlungsstelle und dem DSL-Modem ein Modulationsverfahren mit verschiedenen Trägerfrequenzen (Discrete Multitone); bei herkömmlichem ADSL z. B. 256 Trägerfrequenzen im Abstand von je 4,3125 kHz. Bei SDSL wird stattdessen TC-PAM verwendet.

## Bauarten und Bauformen
Das klassische externe DSL-Modem wird entweder direkt an einen PC (zum Beispiel per USB) oder an ein Netzwerk (zum Beispiel mittels eines Routers) angeschlossen. Gemäß dem OSI-Modell ist das Modem eine Ethernet-Bridge und auf Schicht 2 angesiedelt. Der Ethernet-Verkehr wird jedoch für den lokalen Port transparent erst auf eine ATM-Schicht aufgesetzt und im DSL-AC wieder in Ethernet zurückgewandelt. Für den PPPoE-Client sieht es also so aus, als wenn sich der DSL-AC im eigenen Netzwerk befindet. Er ist sowohl unter seiner eigenen MAC-Adresse als auch unter der Broadcast-Adresse erreichbar. Letzteres ist nötig, um ihn überhaupt zu finden. Auch für das auf dem Ethernet aufsetzende Internet Protocol (IP) ist der Datenverkehr transparent. Auf reine Bridge-Funktionalität beschränkte, nach dem Prinzip der Black Box funktionierende Modems werden heute zunehmend seltener. Neben der Bauform als externes Gerät gibt es DSL-Modems auch als PCI-Steckkarte.
DSL-Modems verfügen häufig über einen mehr oder weniger gut dokumentierten Zugang zur Konfiguration (zum Beispiel per Telnet oder Webinterface), über den der Benutzer die ausgemessenen Leitungswerte (Leitungsdämpfung, Störabstand) abfragen kann und Einstellungen bis hin zu den Feinheiten der DSL-Signalisierung tätigen kann.
Üblich sind inzwischen Kombinationen aus (A)DSL-Modem und (WLAN-)Router – sogenannte (A)DSL-Router. Einige als reine DSL-Modems verkaufte Geräte sind in Wirklichkeit ebenfalls solche DSL-Router, sind aber vom Vermarkter – meist identisch mit dem DSL-Anschlussanbieter – auf die Modemfunktion beschränkt, um den Supportaufwand in Grenzen zu halten. Diese Geräte haben bisweilen einen erstaunlichen Hack value. Mit der aufkommenden IP-Telefonie und der Migration der Festnetze hin zu NGN werden auch zunehmend Analog-Telefon-Adapter-Module integriert und die Geräte als Integrated Access Devices ausgewiesen.

## 1TR112 – die U-R2-Schnittstelle der Deutschen Telekom

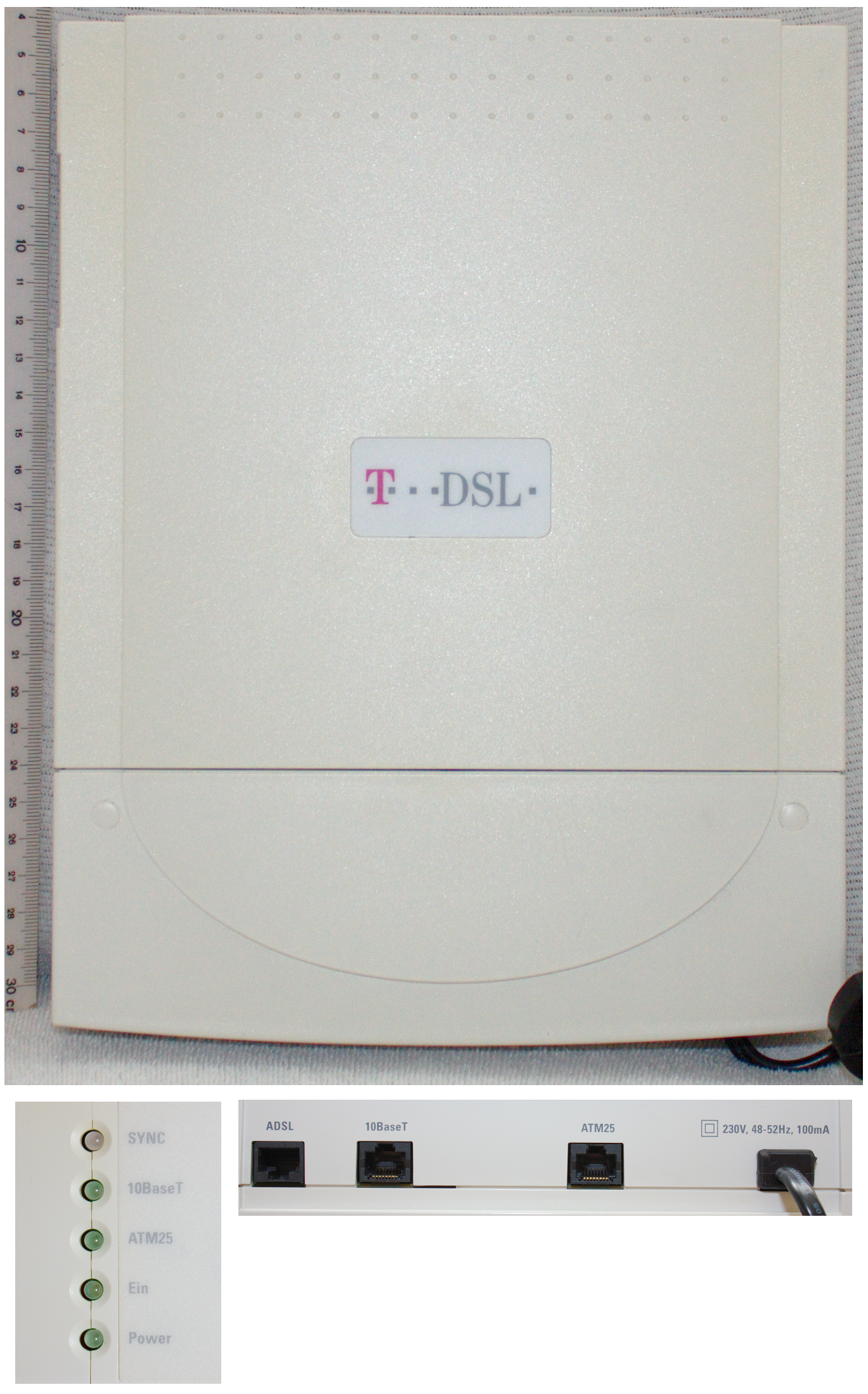
prä-U-R2-ADSL-Modem

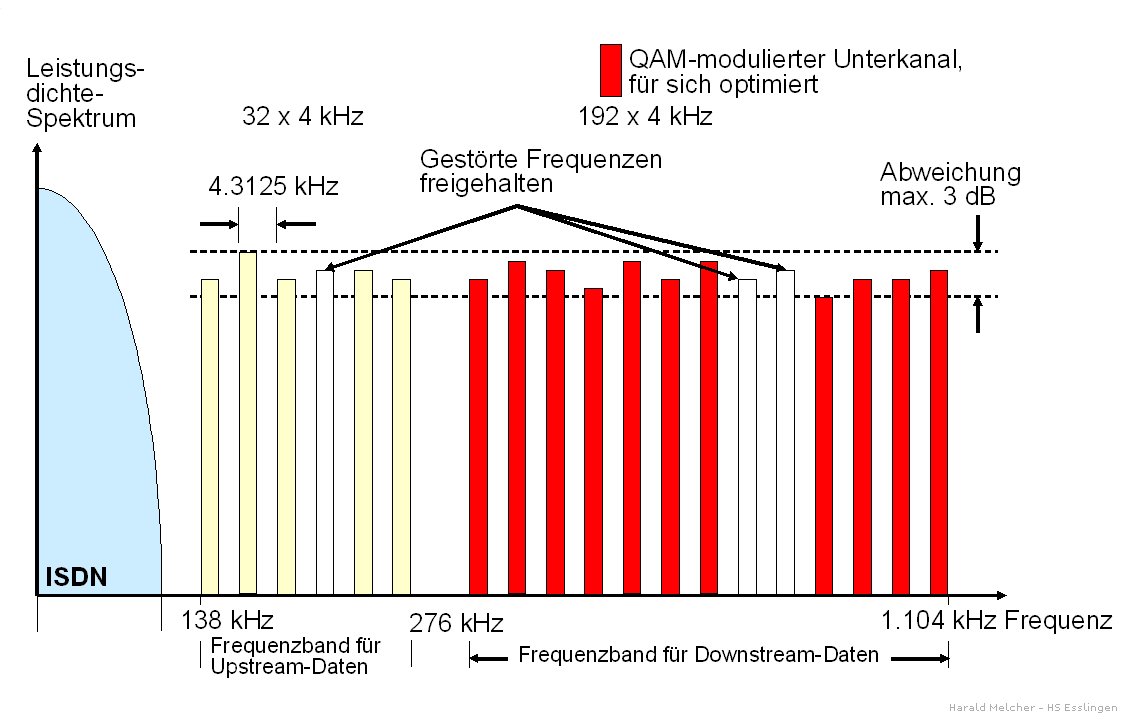
Spektrum der Discrete Multitone Modulation auf der Übertragungsstrecke

In Deutschland hat die Deutsche Telekom die Schnittstelle zwischen ihrer Netztechnik (DSLAM) und dem seit Januar 2002 vom Kunden gesondert zu erwerbenden DSL-Modem offengelegt; die entsprechende Richtlinie heißt 1TR112 (Technische Richtlinie). Als „ziviler“ Name dieser Norm hat sich U-R2 eingebürgert. Streng genommen ist das nicht ganz korrekt, da U-R2 eigentlich nur die technische Bezeichnung des Splitter-Ausgangs ist (das „R“ steht für „Remote“, also die Kundenseite, „U“ für den U-Referenzpunkt aus dem ISDN-Referenzmodell. Der Splitter-Ausgang am DSLAM heißt entsprechend U-C2 für „Central Office“). Genauer gesagt spezifiziert die 1TR112 also die Signalgebung an dieser Schnittstelle, an die sich ein U-R2-konformes DSL-Modem zu halten hat. Im Wesentlichen hat man sich dabei an den ITU-T-Normen G.99x.x orientiert, jedoch einige Telekom-spezifische Änderungen eingebunden. 1TR112 enthält inzwischen Regelungen für ADSL, ADSL2, ADSL2+, VDSL2 und SDSL. Einige der wesentlichen Inhalte der 1TR112-Norm sind folgende:
- Wenn das Modem an einem Outdoor-DSLAM eingesetzt werden soll, muss DPBO (Downstream Power Back-Off genannt und im ITU-Standard G.997.1 normiert) unterstützt werden. DPBO reduziert die Sendeleistung in Downstream-Richtung, um die stark bedämpften Signale von aus der Vermittlungsstelle versorgten DSL-Anschlüssen vor Übersprechen zu schützen.
- Das Modem muss in der Lage sein, bestimmte Datenraten über festgelegte Entfernungen übertragen zu können (für „normales“ T-DSL 768 sind das 864/160 kbit/s über 2.800 m genormte Leitung) und mit Dämpfungsverlusten in bestimmter Höhe (< 40 dB bei Frequenzen von 30 kHz bis 1,104 MHz) umzugehen.
- Das Modem muss dem DSLAM auf Nachfrage Hersteller-ID, Firmware-Version und Seriennummer mitteilen (das kann dazu verwendet werden, den DSLAM besser auf das Modem auf der anderen Seite einzustellen). Bei U-R2 besteht keine Möglichkeit mehr, vom DSLAM aus eine neue Firmware auf das Modem aufzuspielen, wie es in der Vor-U-R2-Ära üblich war.
- Bei Aufschaltung auf eine RJ45-Steckverbindung sind die Pins 4 für U-R2 a und 5 für U-R2 b zu verwenden.
- Ein weiterer großer Abschnitt der Norm widmet sich der ATM-Implementierung, die das Modem bieten muss, und wie die ATM-Zellen auszusehen haben.

Alle in Deutschland seit Oktober 2001 verkauften DSL-Modems sind U-R2-fähig. Vorsicht ist angebracht bei Modems der Hersteller Siemens und ECI-Inovia, die noch aus dem DSL-Feldversuch der Telekom stammen. Äußerlich unterscheiden sich die in dieser Zeit zuletzt produzierten U-R2-fähigen Modems oft kaum von den älteren Geräten, die sich nicht an die U-R2-Norm halten.

## DSL-Modems, unterschiedliche DSL-Normen und ratenadaptive DSL-Schaltung
Während schmalbandige Übertragungen auch über lange Leitungen problemfrei sind, werden die hochfrequenten DSL-Signale durch die Leitung stark gedämpft. Aus diesem Grund ist die Reichweite von DSL rund um die Vermittlungsstelle der Telefongesellschaft auf wenige Kilometer begrenzt, je nach Leitungsquerschnitt der Anschlussleitung, verwendetem DSL-Verfahren (Annex B-ADSL wie in Deutschland eingesetzt ca. 5 km Leitungslänge, Annex-A-ADSL an Analoganschlüssen außerhalb Deutschlands zusätzlich etwa ½-1 km, RE-ADSL2 und G.SHDSL bis zu 8 km) und der Qualität der verwendeten DSL-Modem-Technik. Die zunehmend auch in Deutschland etablierte ratenadaptive ADSL-Verbindungsaushandlung stellt die Qualität der DSL-Modem-Technik insbesondere bei mittleren und längeren Anschlussleitungen wieder mehr in den Vordergrund, wohingegen bei der vormals weit verbreiteten fixen Aushandlung mit den dort üblichen hohen Störabstands-Sicherheitsmargen der Wettbewerb der DSL-Endgeräte vor allem über die zusätzlich integrierten Funktionen (s. o.) stattfindet und die Qualität der eigentlichen DSL-Modem-Technik vernachlässigt wird.

## Länderübergreifende Kompatibilität
Grundsätzlich ist nicht sichergestellt, dass Modems der gleichen ADSL-Norm länderübergreifend einsetzbar sind, da die Hersteller z. T. länderspezifische Anpassungen des ADSL-Linecodes in der Firmware vornehmen.

## Energiebedarf

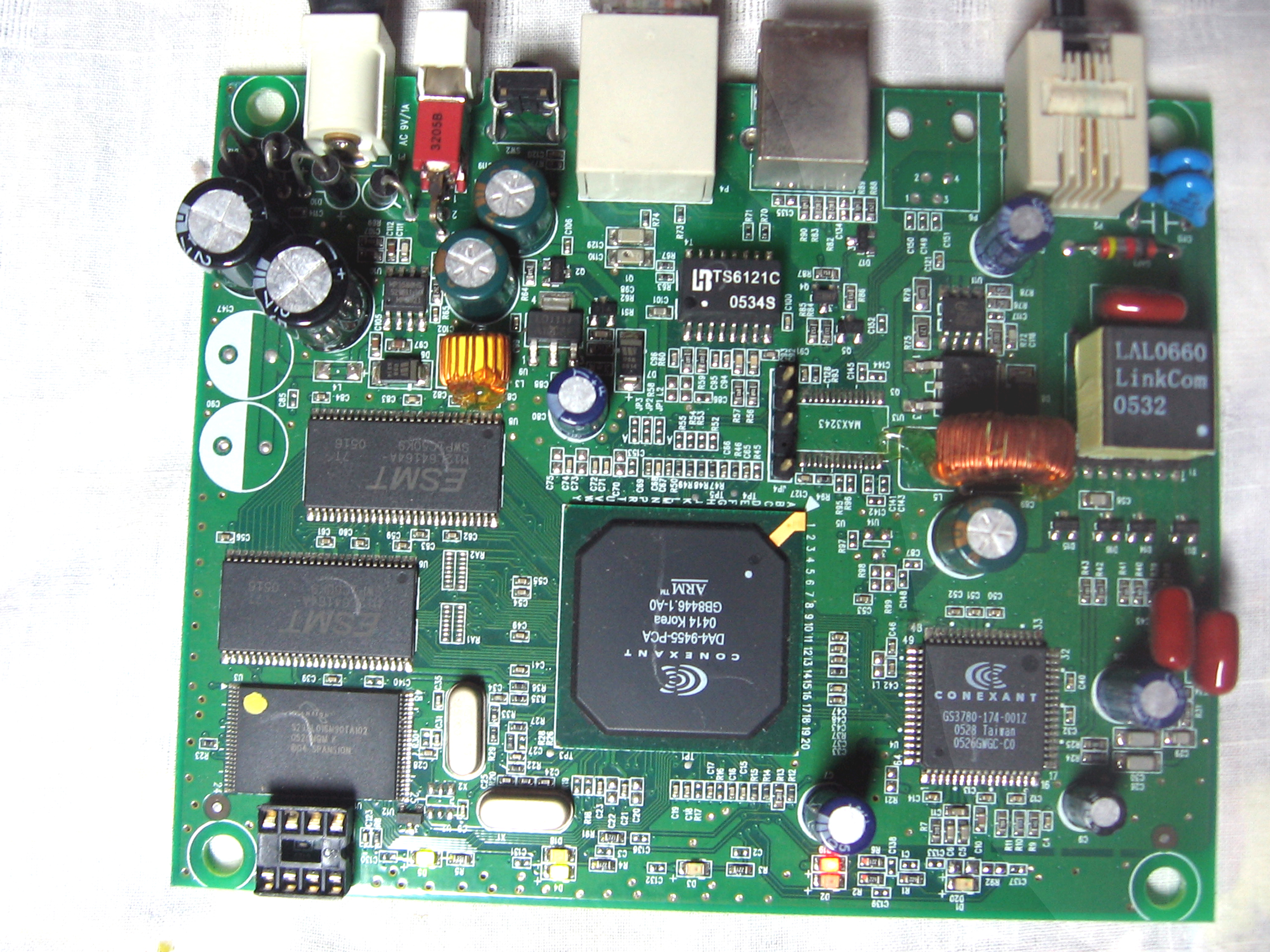
Innenaufbau eines ADSL-Breitband-Modems

Übliche DSL-Modems haben einen Leistungsbedarf von etwa 5 Watt. Meist laufen sie im Dauerbetrieb, so dass jährlich 5 W · 24 h/d · 365 d = 43,8 kWh elektrische Energie benötigt werden. Bei einem Preis von 0,30 Euro/kWh (Stand 2014) ergeben sich Betriebskosten von etwa 12 Euro pro Jahr.